# Третя англо-голландська війна
Третя англо-голландська війна (англ. Third Anglo-Dutch War, нід. Derde Engels-Nederlandse Oorlog) — заключна війна з трьох англо-голландських воєн у XVII столітті, розпочата за умовами секретного англо-французького пакту про спільні дії проти Сполучених провінцій, яка велася в 1672—1674 роках переважно на морі та була частиною Франко-голландської війни.
Низка морських перемог адмірала Рюйтера зірвала англійські плани блокади узбережжя Нідерландів. Союз із католицькою Францією проти протестантської Голландії не користувався підтримкою англійського парламенту, який побоювався повзучої католизації Англії; тому бойові дії довелося завершити.

## Передумови
Англія залишилася незадоволена умовами миру в Бреді (1667 рік), яким закінчилася попередня війна — набіг де Рюйтера на Темзу важко було забути, а тому королю Франції Людовіку XIV, якому було вигідно взаємне ослаблення Англії та Голландії, вдалося спонукати короля Англії Карла II до нової війни, причому він вступив з ним у союз. Доторкнувшись до дрібних приводів (непорозуміння в салютах), Англія перейшла до вимог, а в березні 1672 року англійська ескадра (адмірал Холмс) напала в Англійському каналі біля острова Вайт на караван голландських торгових судів, що поверталися зі Смирни, і вступила в бій з загоном, що їх охороняв. 29 березня 1672 року Англія оголосила, що з 7 квітня розпочне військові дії, цього ж дня війну Голландії оголосила Франція. Третя англо-голландська війна була для Голландії не суто морської, як обидві попередні, а також і сухопутної (проти Франції).

## Бойові дії у 1672 році
План союзників передбачав вторгнення до Голландії з суші та з моря, для чого з'єднаний флот мав прийняти сухопутні війська. Де Рюйтер прагнув змусити англійців до бою раніше приєднання французів, і 12 травня, як тільки набралося 40 готових кораблів, він вийшов, сподіваючись застати англійський флот ще в портах, неготовим; але, підійшовши до англійських берегів, він отримав відомості про поєднання флотів союзників біля острова Уайт. До де Рюйтера підходили нові підкріплення, і, виконуючи наказ голландського уряду, він вирішив, прикриваючи гирло Темзи з усім флотом, послати експедицію з 39 легких суден вгору річкою. Але англійський флот вже вийшов, підступи до гаваней були захищені, і успіху голландська експедиція не мала. Де Рюйтер зважився на цю небезпечну операцію, тому що дули східні вітри, які затримували союзників у Ла-Манші ; отримавши інформацію про наближенні союзного флоту, де Рюйтер відступив до берегів Голландії.
План голландців полягав у тому, щоб, тримаючись за мілинами біля свого берега, нападати на союзників, коли вони приступлять до висадки, і разом з тим скористатися кожним зручним випадком для наступу. 29 травня здався союзний флот, але, протримавшись на увазі голландців 2 дні, пішов у Солбей за продуктом і водою. Рюйтер зараз же вирушив до Нордфореланду і, дізнавшись від розвідників, що союзники стоять у Солебеї безладно, попрямував туди і раптово напав на них 7 червня. Союзним флотом командував герцог Йоркський, французькою ескадрою граф Жан д'Естре. Незважаючи на перевагу в силах союзників (більше кораблів — 57 англійських і 30 французьких проти 75 голландських), після запеклого бою де Рюйтер здобув перемогу, але і його кораблі були значно пошкоджені, тому він відступив до Фліссінгена. Наслідком поразки англійців стала затримка у задуманій висадці.
Але на суші французи здобули цілу низку перемог, внаслідок чого в Голландії відбулися внутрішні смути та зміна уряду. Штатгальтером був проголошений принц Вільгельм III Оранський. На флоті це позначилося відсутністю коштів для ремонту, боєприпасів та людей, які були потрібні для армії. У де Рюйтера виявилося всього 47 кораблів, 12 фрегатів і 20 брандерів, і то погано забезпечених, з якими він вирішив триматися за мілинами, поки союзники не приступлять до самої висадки.
Тільки на початку липня союзний флот із 90 кораблів, на яких були посаджені війська, підійшов до голландських берегів, але, незважаючи на хорошу погоду, союзники довго не наважувалися на висадку, побоюючись тримався у них на фланзі за мілинами де Рюйтера; після 21 липня задули тривалі шторми, які настільки пошкодили союзний флот, що він змушений був повернутися до Англії, і 28 вересня французька ескадра пішла у Францію.

## Бойові дії у 1673 році
Узимку голландці зміцнили входи в річки і внутрішні затоки, а де Рюйтер готувався до можливого раннього виходу в море, щоб перешкодити з'єднанню союзних ескадр. Для цього він припускав загородити гирло Темзи, де готувався англійський флот, суднами з камінням і тим часом обрушитися на французький флот.
10 травня 1673 де Рюйтер був уже біля Темзи, але спочатку блокадної операції заважала погана погода, а потім з'явився і англійський флот, і голландцям довелося повернутися.
План захисту берегів був той самий, що й минулого року. Флот де Рюйтера, доведений до 52 лінійних кораблів та 12 фрегатів, зайняв позицію за Схоневельдськими мілинами. Наприкінці травня союзники з'єдналися (англійці: 54 лінійних корабля, 8 фрегатів і 24 брандери, французи: 27 лінійних кораблів, 3 фрегати та 10 брандерів). Англійським флотом командував принц Руперт, французьким — граф Жан д'Естре. Союзники зайшли в Гарвіч, де прийняли численний десант, і 1 червня постали перед Схоневельдом (нід. Schooneveld). Вони не наважилися зробити висадку, не впоравшись спочатку з голландським флотом, і 7 червня напали на нього, але були відбиті з такими втратами, що вирішили йти в Англію для ремонту та звозу численних поранених; але 14 червня Рюйтер атакував їх і знову взяв гору. Тільки 25 липня союзники змогли вийти в море, причому вони, незважаючи на попередній досвід, мали на кораблях десантні війська (близько 7000 чоловік). У гирлі Темзи було приготовано ще 30 000 осіб для негайного перевезення у разі першої висадки.
Тепер де Рюйтер мав 77 кораблів і фрегатів і 22 брандери, тому він вийшов 29 липня в море, 30 липня зустрівся з союзниками і тримався біля них 2 дні. Ті ухилялися від бою, маневруючи так, щоб відвернути де Рюйтера від берегів. Побоюючись, щоб англійці не висадили за його спиною десант, де Рюйтер повернувся 1 серпня до Схоневельда. Союзники пішли за ним і пройшли вздовж усього голландського берега, але на висадку не наважувалися, оскільки побоювалися нападу де Рюйтера.
У цей час у Голландії чекали повернення конвою торгових судів з Ост-Індії, від прибуття якого залежала фінансова можливість продовжувати війну. Вся Голландія тепер покладала надію на флот, оскільки треба було будь-що віддалити союзників від берега. 18 серпня Рюйтер перейшов до Кампердауна (нід. Camperduin) і зіткнувся із супротивником. 21 серпня де Рюйтер атакував союзників у Текселя і завдав їм жорсткої поразки. Союзники відступили до англійських берегів, а потім французька ескадра пішла до Бресту.

## Умови мирної угоди
Вплив Тексельської перемоги позначилося ще тому, що Парламент і громадська думка зажадали від Карла II розірвання союзу з Францією та укладання миру. Англійці та англійська аристократія була дуже незадоволена профранцузькими симпатіями Карла II. Крім того, вони були незадоволеними діями французів, тому що вважали, що в битвах вони бережуть свої кораблі і що, взагалі, Англія служить лише їхнім цілям — затвердженню Франції в Нідерландах. Почалися мирні переговори, і хоча Карл II намагався протидіяти, але коли Голландія взимку почала готувати потужний флот для продовження війни, Англія відмовилася від зайвих вимог, і 19 лютого у Вестмінстері був укладений мир. Голландія теж поступилася за багатьма пунктами, оскільки потребувала миру для ведення війни із Францією, яка тривала ще 4 роки (Голландська війна).
Війни між Англією та Голландією відіграли велику роль у розвитку мистецтва війни на морі. У цей період зникли зі складу військових флотів озброєні торгові кораблі, встановилися типи військових кораблів, і розроблена морська тактика. Крім того, виробилася і справжня морська стратегія, що ставила собі головним завданням боротьбу з флотом противника, для досягнення панування на морі, замість колишніх «перехресних експедицій» та порушення торгівлі.
Альфред Мехен вважає, що стратегічно ця війна, як і всі англо-голландські війни, дала перевагу Англії: втягнувши Голландію в боротьбу на суші, Англія зуміла підірвати здатність боротися за морське панування. Тобто Англія чужими руками забезпечила свій головний життєвий інтерес.